# Lythria translinearia
Lythria translinearia är en fjärilsart som beskrevs av Obraztsov 1936. Lythria translinearia ingår i släktet Lythria och familjen mätare. Inga underarter finns listade i Catalogue of Life.